# César Trouin
Pour les articles homonymes, voir Trouin.
César Trouin est un homme politique français né le 15 novembre 1866 à Oran (Algérie) et décédé le 31 juillet 1919 à Paris.
Instituteur, il se lance ensuite dans le négoce de vins. Conseiller général, il est député de l'Algérie française de 1902 à 1919, dans le département d'Oran. Il siège au groupe radical-socialiste.